# エデル・ガブリエウ・ミリトン
- エデル・ミリタウ

エデル・ガブリエウ・ミリトン（ポルトガル語: Éder Gabriel Militão、1998年1月18日 - ）は、ブラジル・サンパウロ州セルトンジーニョ出身のサッカー選手。ポジションはディフェンダー。レアル・マドリード所属。ブラジル代表。

## クラブ経歴

### サンパウロFC
サンパウロFCの下部組織出身で2017年にトップチームに昇格。プロデビュー時のポジションは右サイドバックであり、2017シーズンは22試合に出場、2ゴールを挙げる上々の出だしとなった。翌2018シーズンはレギュラーに定着すると、センターバックも出来るそのユーティリティ性から欧州の複数のクラブから注目されていたと報じられる。

### FCポルト

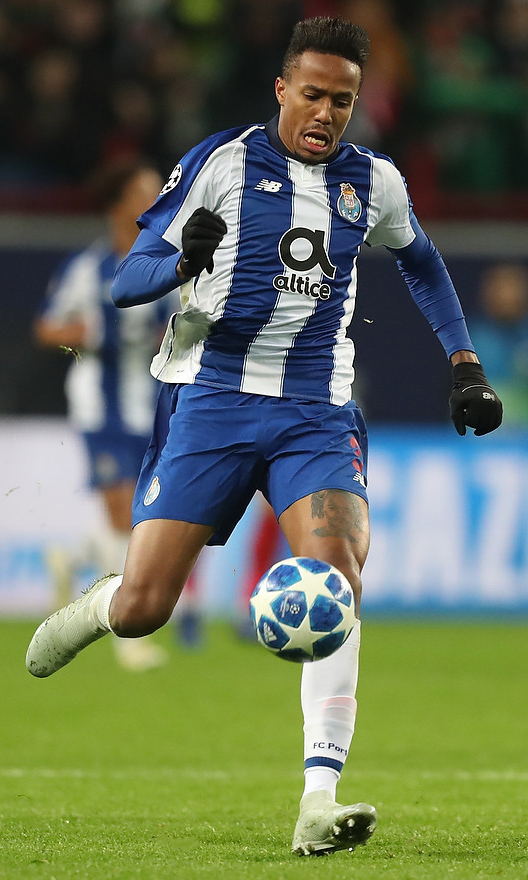
FCポルトでのミリトン

2018年8月7日、FCポルトに移籍。契約期間は5年間で移籍金は700万ユーロと報じられている。ポルトではセンターバックとして起用されることが多くなり、移籍初年度からレギュラーに定着。2018-19シーズンはUEFAチャンピオンズリーグでベスト8進出に貢献し、リーグベストイレブンに選出される大活躍を見せた。

### レアル・マドリード

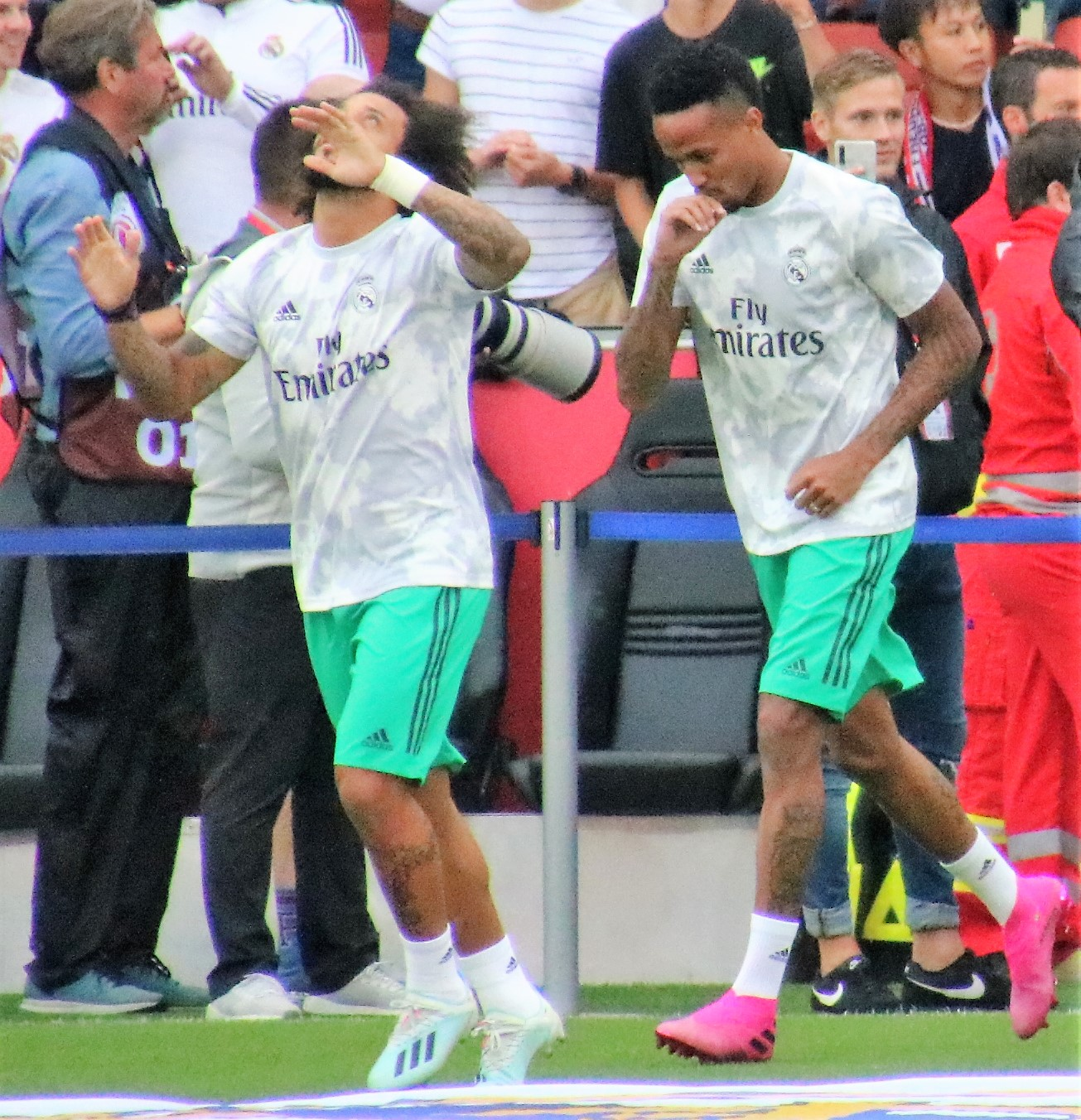
レアル・マドリードでのミリトン（右）

2019年3月14日、レアル・マドリード移籍が発表された。契約期間は6年間で移籍金は5000万ユーロ（当時のレートで約63億円）と報じられており、ディフェンダーとしてはクラブ史上最高額となった。7月10日に行われた入団会見では、極度の暑さから熱中症になり、途中退出するハプニングがあった。迎えた2019-20シーズンは、セルヒオ・ラモスとラファエル・ヴァランの不動のセンターバックコンビの牙城を崩せず、ミリトン自身もチームへの順応に手間取ったこともあり、最終的にリーグ戦15試合の出場に留まり、期待外れのシーズンに終わった。活躍が期待された2020-21シーズンも低調なパフォーマンスから控えに甘んじ、放出の可能性も報じられるようになるが、シーズン後半戦の2021年4月になると、ラモスやヴァランの負傷で巡ってきた起用で本領を発揮し始め、終盤の14試合はすべて出場し、その内の7試合で完封に貢献する大活躍を見せた。2021年夏には、10年近くに渡ってセンターバックに君臨したラモス、ヴァランの両重鎮が揃って退団したこともあり、新加入のダヴィド・アラバと共に新センターバックコンビを形成した。
2023年8月12日、2023-24シーズン開幕戦のアスレティック・ビルバオ戦に出場、試合中に相手選手と接触して負傷退場となり、その時点で重傷説が報じられていたが、翌日の検査結果で左膝前十字靭帯断裂と発表され、全治には最大8ヶ月近くを要すとみられており、今シーズン中の復帰は絶望的と報じられた。なおレアル・マドリードではその前の10日にもティボ・クルトゥワが同じく左膝前十字靱帯断裂の重傷を負っており、守備の要である両名を失う大打撃となった。2024年1月23日、レアル・マドリードは、公式サイトにてミリトンとの契約を2028年まで延長したことを発表した。契約解除金は10億ユーロに設定されたと報じられている。2024年2月下旬より練習に復帰、3月31日のアスレティック・ビルバオ戦に途中出場、約8ヶ月ぶりに復帰を果たした。
その後も大きな後遺症を感じさせずにプレーを続けていたが、2024年11月9日に行われたリーグ戦第13節の対CAオサスナ戦にて負傷、直後から再びの靭帯断裂の可能性が濃厚とされていたが、検査の結果、前回とは逆足の右膝前十字靭帯断裂および両半月板損傷という重傷で全治に9ヶ月以上を要すと報じられ、今季絶望となった。なおレアル・マドリードでは2024-2025シーズンに入ってからダニ・カルバハルも靭帯断裂の重傷を負っており、ミリトンで2人目となった。

## 代表経歴

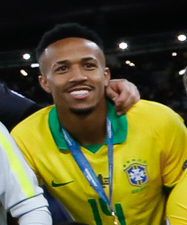
コパ・アメリカのメダルを掲げるミリトン（2019年）

2018年12月9日、エルサルバドルとの試合で代表デビューをした。
2019年、コパ・アメリカ2019に参加し、決勝戦のペルー戦でもプレーして優勝を果たした。
2021年6月28日、コパ・アメリカ2021エクアドル戦で代表初ゴールを決めた。
2022年11月7日、W杯カタール大会に向けたメンバーの1人に選ばれた。
2024年5月、コパ・アメリカ2024に出場するブラジル代表メンバーに選出された。

## 個人成績

### クラブ
2024-25シーズン終了時点
| クラブ             | シーズン     | リーグ戦           | リーグ戦 | リーグ戦 | 州選手権 | 州選手権 | 国内カップ | 国内カップ | リーグカップ | リーグカップ | 国際大会 | 国際大会 | その他 | その他 | 合計 | 合計 |
| クラブ             | シーズン     | ディビジョン       | 出場     | 得点     | 出場     | 得点     | 出場       | 得点       | 出場         | 得点         | 出場     | 得点     | 出場   | 得点   | 出場 | 得点 |
| ------------------ | ------------ | ------------------ | -------- | -------- | -------- | -------- | ---------- | ---------- | ------------ | ------------ | -------- | -------- | ------ | ------ | ---- | ---- |
| サンパウロ         | 2017         | セリエA            | 22       | 2        | 0        | 0        | -          | -          | -            | -            | -        | -        | -      | -      | 22   | 2    |
| サンパウロ         | 2018         | セリエA            | 13       | 1        | 14       | 2        | 6          | 1          | -            | -            | 2        | 0        | -      | -      | 35   | 2    |
| サンパウロ         | 通算         | 通算               | 35       | 3        | 14       | 2        | 6          | 1          | 0            | 0            | 2        | 0        | 0      | 0      | 57   | 4    |
| ポルト             | 2018-19      | プリメイラ・リーガ | 29       | 3        | -        | -        | 6          | 0          | 3            | 0            | 9        | 2        | 0      | 0      | 47   | 5    |
| レアル・マドリード | 2019-20      | ラ・リーガ         | 15       | 0        | -        | -        | 2          | 0          | -            | -            | 3        | 0        | 0      | 0      | 20   | 0    |
| レアル・マドリード | 2020-21      | ラ・リーガ         | 14       | 1        | -        | -        | 1          | 1          | -            | -            | 6        | 0        | 0      | 0      | 21   | 2    |
| レアル・マドリード | 2021-22      | ラ・リーガ         | 34       | 1        | -        | -        | 2          | 1          | -            | -            | 12       | 0        | 2      | 0      | 50   | 2    |
| レアル・マドリード | 2022-23      | ラ・リーガ         | 33       | 5        | -        | -        | 6          | 1          | -            | -            | 9        | 1        | 3      | 0      | 51   | 7    |
| レアル・マドリード | 2023-24      | ラ・リーガ         | 10       | 0        | -        | -        | 0          | 0          | -            | -            | 3        | 0        | 0      | 0      | 13   | 0    |
| レアル・マドリード | 2024-25      | ラ・リーガ         | 12       | 1        | -        | -        | 0          | 0          | -            | -            | 4        | 0        | 2      | 0      | 18   | 1    |
| レアル・マドリード | 通算         | 通算               | 118      | 8        | 0        | 0        | 11         | 3          | 0            | 0            | 37       | 1        | 7      | 0      | 173  | 12   |
| キャリア通算       | キャリア通算 | キャリア通算       | 182      | 14       | 14       | 2        | 23         | 4          | 3            | 0            | 48       | 3        | 7      | 0      | 277  | 21   |

### 代表
出場大会
- ブラジル代表

2019年 - コパ・アメリカ2019（優勝）
2021年 - コパ・アメリカ2021（準優勝）
2022年 - 2022 FIFAワールドカップ（ベスト8）
試合数
2025年8月1日現在
- 国際Aマッチ 35試合 2得点（2018年 - ）[16]

| ブラジル代表 | 国際Aマッチ | 国際Aマッチ |
| 年           | 出場        | 得点        |
| ------------ | ----------- | ----------- |
| 2018         | 1           | 0           |
| 2019         | 7           | 0           |
| 2021         | 11          | 1           |
| 2022         | 8           | 0           |
| 2023         | 3           | 1           |
| 2024         | 5           | 0           |
| 通算         | 35          | 2           |

得点
| # | 開催日        | 開催地                                                                 | 対戦国     | スコア | 結果 | 大会               |
| - | ------------- | ---------------------------------------------------------------------- | ---------- | ------ | ---- | ------------------ |
| 1 | 2021年6月27日 | ゴイアニア、エスタディオ・オリンピコ・ペドロ・ルドヴィコ・テイシェイラ | エクアドル | 1-0    | 1-1  | コパ・アメリカ2021 |
| 2 | 2023年6月17日 | バルセロナ、RCDEスタジアム                                             | ギニア     | 3-1    | 4-1  | 親善試合           |

## タイトル

### クラブ
レアル・マドリード
- プリメーラ・ディビシオン：3回（2019-20, 2021-22, 2023-24）
- UEFAチャンピオンズリーグ：2回（2021-22, 2023-24）
- コパ・デル・レイ：1回（2022-23）
- スーペルコパ・デ・エスパーニャ：3回（2019-20, 2021-22, 2023-24）
- UEFAスーパーカップ：2回（2022, 2024）

### 代表
ブラジル代表
- コパ・アメリカ：1回 (2019)